# Küllőfolyondár

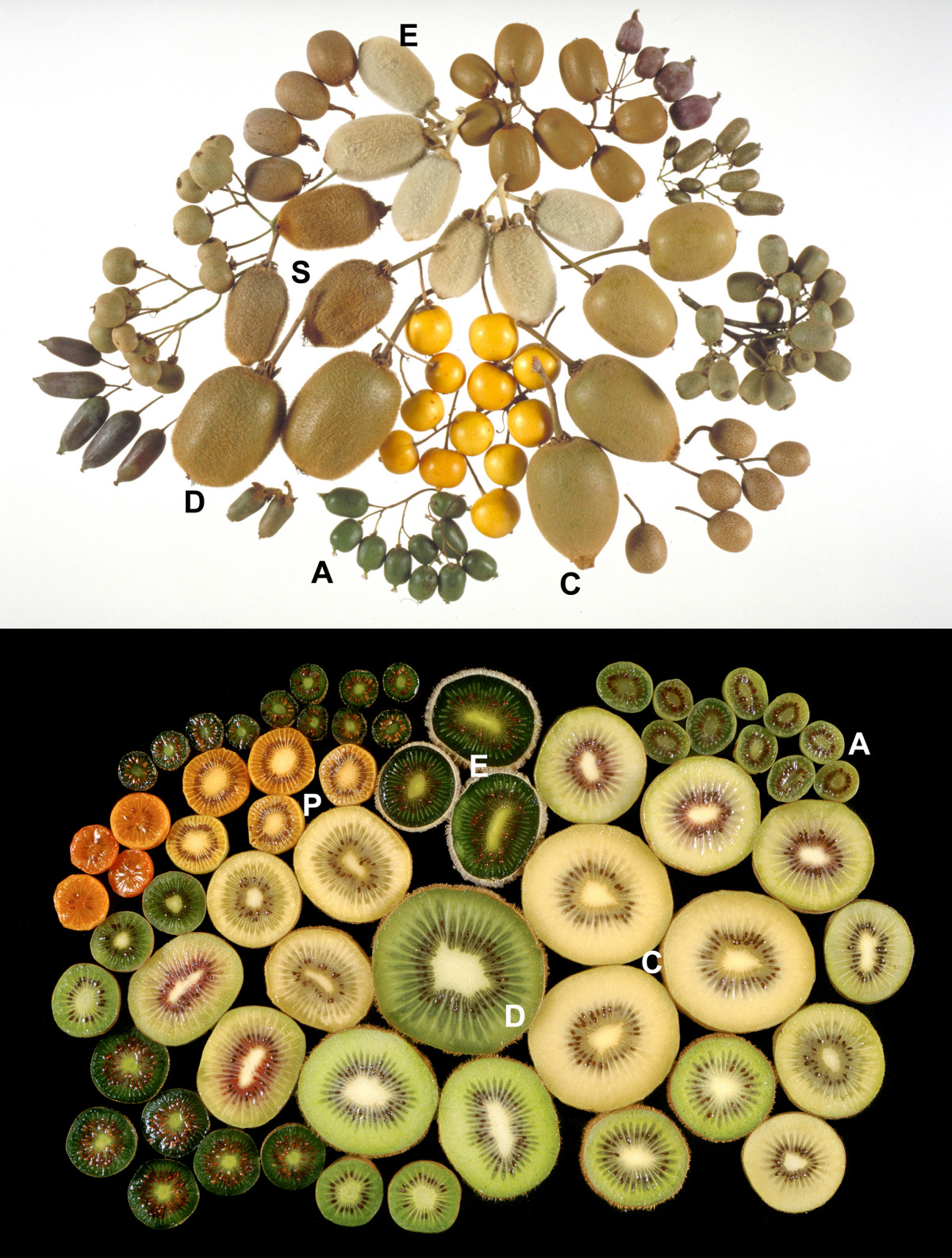
Actinidia fajok bogyótermései
A = A. arguta, C = A. chinensis, D = A. deliciosa, E = A. eriantha, I = A. indochinensis, P = A. polygama, S = A. setosa

A küllőfolyondár vagy aktinídia (Actinidia) a róla elnevezett növénycsaládba tartozó növénynemzetség. Az 56 faj cserjékből és kúszónövényekből áll, melyek Ázsia keleti részének mérsékelt övi területein, Kína nagyobb részén, és az Indokínai-félszigeten, valamint a szigeteken az északra fekvő Szahalin szigettől déli irányban a Jáva szigetig honosak.
A nemzetségből különösen az Actinidia deliciosa nemesített fajtáinak termései ismertek mint kivi, valamint a kúszó díszcserjeként ültetett és szintén ehető termésű mandzsu küllőfolyondár vagy törpe kivi (Actinidia kolomikta). Állítólag ez utóbbi növény szaga megbolondítja a macskákat és elpusztíthatják a fiatal növényeket.

## Leírás
A cserjék 6 m-es magasra nőnek, a kúszónövények a természetes környezetükben akár 30 m-re is felkúszhatnak a fák koronájába.
Néhány kivételtől eltekintve lombhullató növények.
A levelek egyszerűek, szórt állásúak, szélük fogazott vagy fűrészes. A virágok magányosak vagy hónaljból eredő bogernyőkben nyílnak, általában fehér színűek, 5 kicsi csésze- és sziromlevéllel. A legtöbb faj kétlaki (dioikus), de néhány faj egylaki. A termés sokmagvú bogyó, a legtöbb faj termése ehető.

## Felhasználás
Az alább bemutatott 3 faj mindegyike kétlaki növény, tehát a terméshez szükséges, hogy legyen női- (termős) és hímivarú (porzós) egyed is a közelben.
A kopasz kivi (Actinidia arguta) 6–8 m magasra felfuttatható és több szép változata ismert. Őszi lombszínével is díszít; termései utóérlelés után kora ősszel fogyaszthatók. Kissé nedves, mészmentes talajban és napos fekvésben érzi jól magát, de télálló.
A Actinidia deliciosa 10–15 m magasra is felkúszik, szintén kissé savanyú talajt, de védett, meleg fekvést igényel, hideg teleken visszafagy. Termése 4-6 heti utóérés után fogyasztható.
A mandzsu küllőfolyondár (Actinidia kolomikta) támaszrendszer vagy fal mellett csavarodva kúszik, általában legfeljebb 5 méter magasra, azonban ha nincs támrendszer, 1–2 m magas cserje alakot vesz fel. A porzós egyedek levelei fehértarkák, lúgosabb talajban erőteljesebben. Termései 2 cm hosszúak, kora ősszel érnek. Teljesen télálló.